# 祁东县第一中学
祁东县第一中学（英語：No.1 Meddle School Qidong County）位于湖南省衡阳市祁东县洪桥镇学前路44号，为公立学校，湖南省示范性中学之一。

## 历史
1941年，“湖南私立达孝中学”创办，它是祁东县第一中学的前身，首任校长是国民革命军第十七军军长周斓，名字的由来取自《中庸》“武王、周公，其达孝矣乎”。
1952年，“达孝中学”更名为“祁东中学”。
1955年，学校更名为“祁东县第一中学”。
1969年，“祁东一中”与“祁东二中”合并成为“五七中学”。改革开放之后，学校恢复“祁东县第一中学”的名称。

## 学校文化

### 校训
忠、孝、勤、敏

## 著名校友
- 龙新民，中国新闻出版总署署长。
- 李新华，中国石油天然气总公司副总经理。
- 刘大响，中国工程院院士。
- 刘康德，中科院化学所研究员。
- 陈福阳，中国人民解放军将军。
- 李强民，中国驻赞比亚大使。

## 奖项
祁东县第一中学先后荣获“省体育工作优秀学校”、“省文明卫生单位”、“省综合治理平安单位”、“省安全文明校园”、“省雷锋家乡学雷锋先进单位”、“省园林式单位”、“省模范教工之家 ”、“全国校办报刊实验示范学校”、“全国优秀高考考点”、“衡阳市教改教研先进单位”等荣誉奖项。